# Ständiger Vertreter bei den Vereinten Nationen
Die Ständigen Vertreter bei den Vereinten Nationen am UN-Hauptquartier in New York (auch UN-Botschafter genannt) werden von den Regierungen der Mitgliedstaaten ausgewählt und müssen dem sog. Beglaubigungsausschuss oder auch Mandatsprüfungsausschuss (Credential Committee) gemeldet werden, dessen neun Mitglieder darüber entscheiden, welche Vertreter und damit im Zweifelsfall auch welche Regierung anerkannt werden. Der Ausschuss besteht derzeit aus folgenden Staaten: USA, Russland, China, Schweden, Namibia, den Bahamas, Bhutan, Sierra Leone und Chile.
Die Prüfung der Beglaubigungsschreiben durch den Beglaubigungsausschuss ist normalerweise eine Formalität, es sei denn die Legitimität einer Delegation wird angezweifelt oder es erhebt jemand anderes den Anspruch auf Vertretung des Landes bei den Vereinten Nationen. Ein Beispiel ist die Taliban-Regierung in Afghanistan. Nachdem sie einen Monat zuvor unter umstrittenen Umständen an die Macht gekommen war, wollte die neue Regierung vor dem Ende der UN-Generalversammlung im September 2021 sprechen: Der Mandatsprüfungsausschuss kam nicht zusammen, um neue afghanische Ernennungen vor dem Ende der Sitzung zu akzeptieren. Damit blieb Ghulam Isaczai von der gestürzten Regierung als offizieller Vertreter bei den Vereinten Nationen im Amt, trotz des Einwands der Taliban, dass er „Afghanistan nicht mehr vertrete“. Am 1. Dezember 2021 stimmte der Ausschuss dafür, die Anerkennung von UN-Sitzen sowohl für die Taliban-Regierung Afghanistans als auch für die herrschende Tatmadaw-Militärjunta Myanmars abzulehnen.